# ロールス・ロイス/スネクマ M45H
ロールス・ロイス/SNECMA M45Hは1970年代にVFW-Fokker 614専用に生産された中バイパス比のターボファンエンジンである。
設計はブリストル・シドレー社とスネクマ社の共同事業として開始された。

## 設計と開発
単段式ファンと5段式低圧圧縮機は3段式低圧圧縮機で駆動され、7段式高圧圧縮機は空冷式単段式高圧タービンで駆動される。アニュラ型燃焼室とプラグ型非混合式排気口は設計の別の特徴である。
エンジン開発当時、ロールス・ロイス社が破産した結果、エンジンの開発は遅延した。

## 派生機種
市内の空港から運行する短距離離着陸機用の需要の為の超低騒音エンジン技術実証用として設計されたM45SD-02とRB.410はM45H-01ターボファンの派生機種である。
歯車減速、可変ピッチファンに低圧圧縮機の1段目が交換された。高バイパス比でファンの翼端速度を下げる事が出来た。高温の噴流速度を下げたのも主要な設計の特徴である。
逆噴射時、吸気はバイパスダクトに入り外壁のノズルの隙間を通り、ファンを通過して噴射される。バイパスダクトの吸気の一部が中間圧縮機に入り、維持するために専用の切り替え弁からガス発生器に送られる。逆推力時はファンの角度を逆のねじれにする。エンジンの試験は1970年代半ばまで継続された。
この計画の主任技術者はDavid McMurtryでRenishaw 社の共同設立者で会長だった。
試作エンジンが在庫になった後、ニューミルズの施設でSir Davidに安全に保管する為に与えられた。 

## エンジンの展示
ロールスロイス/スネクマ M45H エンジンはコスフォード王立空軍博物館で展示される。

## 仕様 (M45H Mk.501)

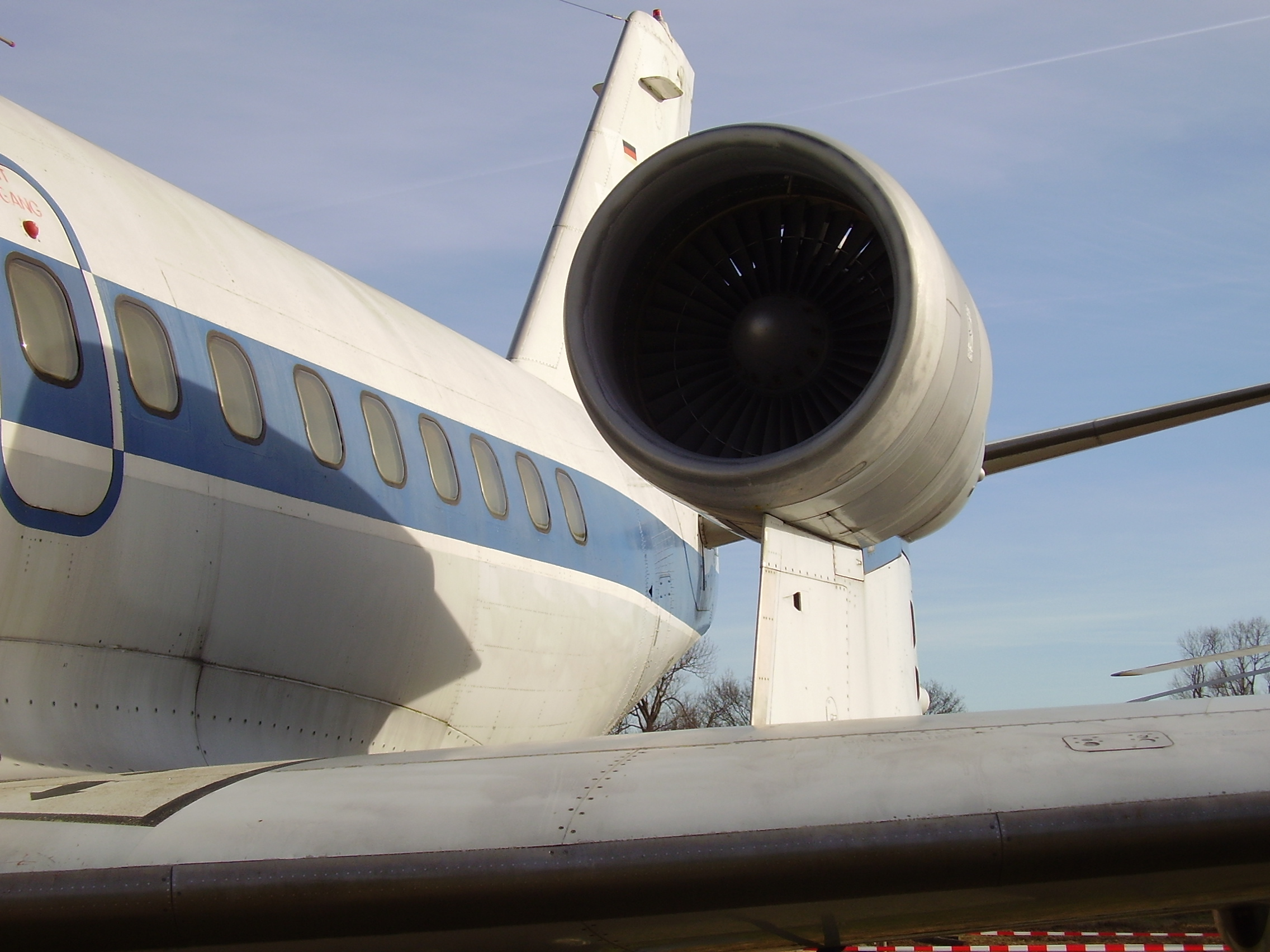
VFW-Fokker 614の翼上に設置されたM45H

一般的特性
- 形式: ターボファン
- 全長: 2,600 mm (102.4in)
- 直径: 909 mm (35.8 in)
- 乾燥重量: 673 kg (1,483 lb)

構成要素
- 圧縮機: 中圧:5段、高圧:7段軸流式圧縮機、単段ファン
  - バイパス比: 2.85:1 [3]
- 燃焼器: アニュラ型
- タービン: 低圧:3段、高圧:単段

性能
- 推力: 7,300 lbf (32.4 kN[4])
- 全圧縮比（英語版）: 16.5:1
- 推力重量比: 4.9:1

出典: Jane's All the World's Aircraft 1971-72.

## 仕様 (M45SD-02)

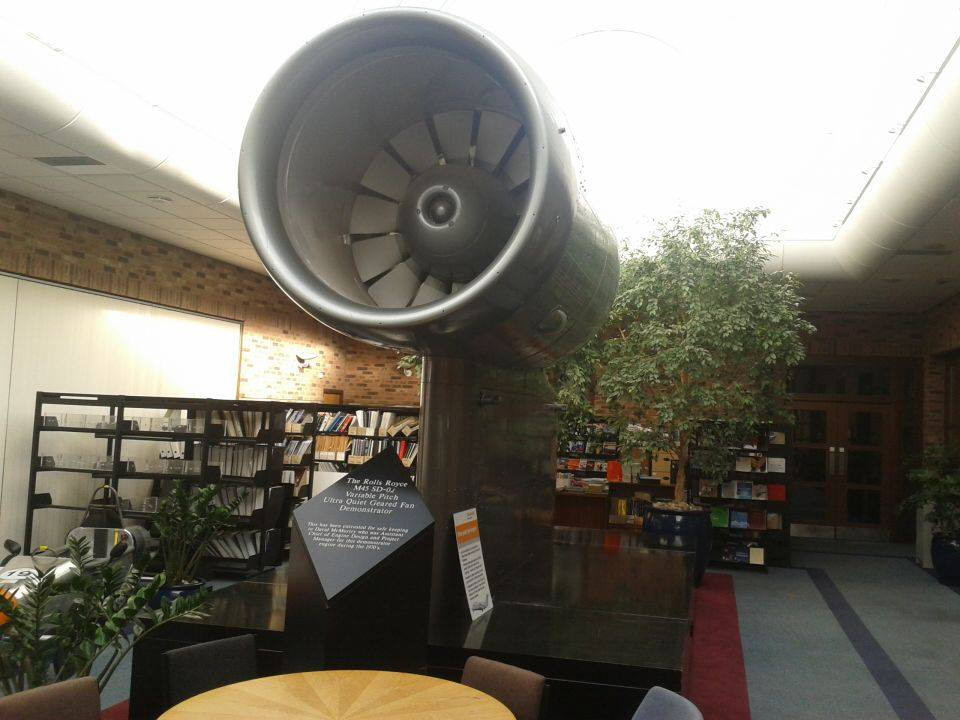
ニューミルズの技術センターで保管される可変式M45SD-02エンジン

一般的特性
- 形式: ターボファン
- 全長:
- 直径:
- 乾燥重量:

構成要素
- 圧縮機: 5段、高圧:7段軸流式圧縮機、歯車減速単段可変ピッチファン
- 燃焼器: アニュラ型
- タービン: 低圧:4段、高圧:単段

性能
- 推力: 10,000 lbf (44.48 kN)
- バイパス比: 8.73:1
- 燃料流量: 3 200 lb/hr (1,451 kg/hr)
- 燃料消費率: 0.32 lb/hr/lbf (9.064 g/s/KN)
- 出力重量比:

出典: Flight International 1973 